# Beris alamaculata
Beris alamaculata är en tvåvingeart som beskrevs av Yang 1992. Beris alamaculata ingår i släktet Beris och familjen vapenflugor. Inga underarter finns listade i Catalogue of Life.